# Theatricon Plixx
Theatricon Plixx – album grupy Tymon Tymański & The Waiters, zawierający kompozycje Tymańskiego napisane na potrzeby dwóch spektakli teatralnych: Top Dogs Ursa Widmera w reżyserii Bartłomieja Wyszomierskiego (wystawianego na Scenie Kameralnej Teatru Wybrzeże w Sopocie) i Dzieł wszystkich Szekspira Adama Longa, Daniela Singera i J. M. Winfielda w reżyserii Jarosława Ostaszkiewicza (wystawianego w Teatrze Muzycznym w Gdyni).

## Spis utworów
1. "Top Dogs"
2. "Tąp – Tąp"
3. "Komeda"
4. "Bitwa na piosenki"
5. "Kozia Rozkosz"
6. "Tekknodogs"
7. "Dogsorrow"
8. "Brainfucktory"
9. "Material Girl"
10. "Otello Rap"
11. "Medytacja 761"
12. "Kim był Willy S.?"
13. "Pee-Pop"
14. "Hamlet Dr. & B."

- 1, 2, 6-9, 11 – muzyka do sztuki Top Dogs Ursa Widmera w reżyserii Bartłomieja Wyszomierskiego
- 3, 4, 10, 12, 13, 14 – muzyka do sztuki „Dzieła wszystkie Szekspira” Adama Longa, Daniela Singera i J. M. Winfielda w reżyserii Jarosława Ostaszkiewicza
- 5 – utwór do filmu Jak Bóg Maior utracił tron według Leszka Kołakowskiego w reżyserii Pawła Walickiego i Piotra Muszalskiego.

## Twórcy
- Ryszard Tymon Tymański

The Waiters:
- Tomasz Pawlicki – flet, instrumenty klawiszowe
- Andrzej Przybielski – trąbka, fluggerhorn
- Jura Owsiannikow – saksofony
- Arek Brykalski, Rafał Ostrowski, Cezi Studniak, Michał Czerw – śpiew
- Ela Macierewicz – fortepian
- Renia Suchodolska – wiolonczela
- Olo Walicki – kontrabas